# Antiguo Cuscatlán

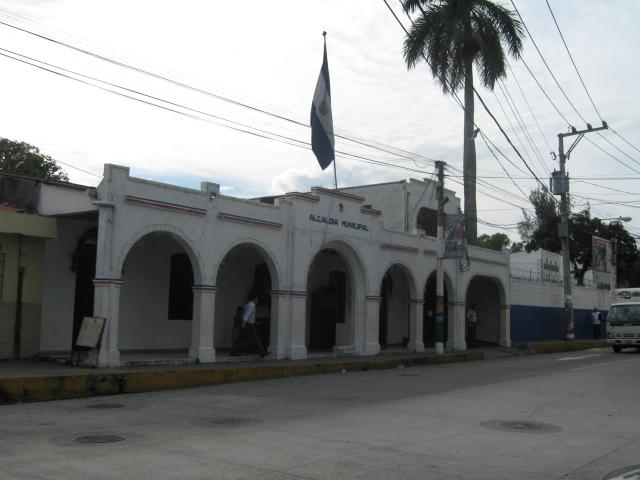
Rathaus (alcaldía municipal).

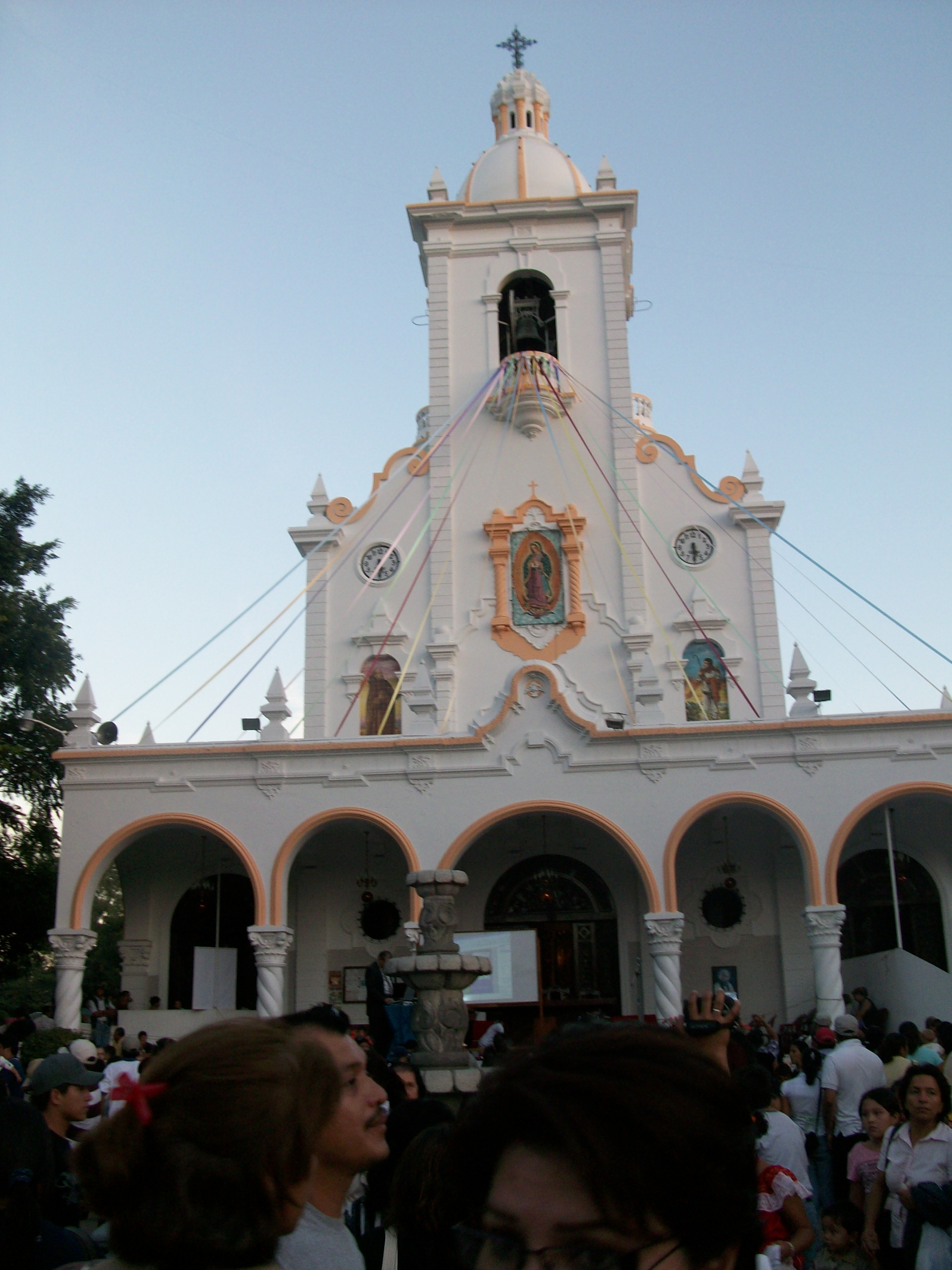
Basilica Nuestra Señora de Guadalupe während der Festlichkeiten für die Jungfrau von Guadalupe

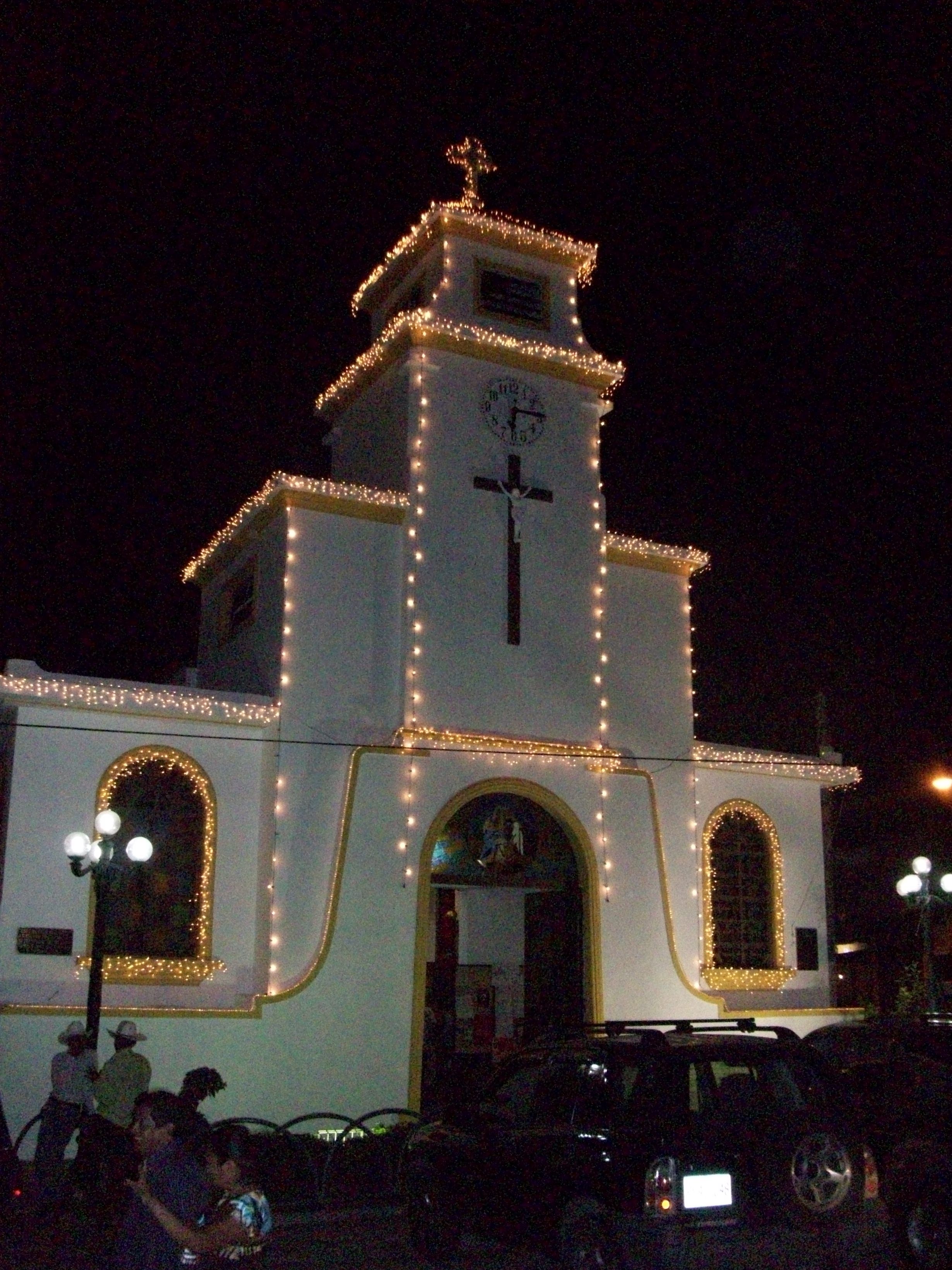
Kirche der Unschuldigen Kinder (Iglesia Santos Niños Inocentes)

Antiguo Cuscatlán ist ein Municipio in El Salvador im Departamento La Libertad südwestlich der Hauptstadt San Salvador in deren städtischen Großraum und östlich der Departementshauptstadt Santa Tecla. Die Stadt ist hervorgegangen aus der früheren Metropole der Pipil, Cuzcatlan.

## Name
Der Ortsname Cuscatlán (Nahuatl Cōzcatlān oder Koskatlan, Nawat-Name Kuskatan oder Kushkatan) besteht aus den Wortbestandteilen cōzcatl (Nawat: kuskat oder kushkat, „Halskette“, „Juwelen“) und der Lokativendung -tlān (Nawat: -tan) und wird als „Land der Juwelen“ oder „Land des Reichtums“ interpretiert. Antiguo Cuscatlán ist Spanisch für „Alt-Cuscatlán“, wodurch es von dem Departamento Cuscatlán unterschieden wird, in dem Antiguo Cuscatlán nicht liegt.

## Geschichte
Nach der Überlieferung wurde das alte Cuzcatlan (Kuskatan) vom Toltekenkönig Cē Acatl Tōpīltzin Quetzalcōātl 1054 gegründet. Archäologische Funde in Antiguo Cuzcatlan und Izalco deuten allerdings darauf hin, dass die Pipil-Kultur in Cuzcatlan bereits vor dem Jahr 900 bestand, die Einwanderung der Nahua in dieses Gebiet also bereits deutlich vorher stattgefunden hatte. Im alten Cuzcatlan einschließlich seiner Umgebung lebten zeitweise 10.000 bis 12.000 Menschen zerstreut am damaligen Kratersee (Maar) von Cuzcatlan.
Ab ungefähr 1200 war Cuzcatlan Hauptstadt des gleichnamigen Reiches, das ein Gebiet von etwa 10.000 km² umfasste, im Westen vom Río Paz, der heutigen Grenze El Salvadors mit Guatemala, und im Norden und Osten vom Río Lempa begrenzt. 
Der spanische Conquistador Pedro de Alvarado erreichte am 17. Juni 1524 die Stadt Cuzcatlan, die er jedoch nicht einnehmen konnte. Am 21. Juli zog er wieder ab.
1525 gründete Gonzalo de Alvarado unweit von Cuzcatlan die Stadt San Salvador, die er jedoch nach einem Aufstand wieder verlassen musste. Diego de Alvarado gründete die Stadt San Salvador 1528 zum zweiten Mal und zwang am 23. November 1528 Cuzcatlan zur Aufgabe. 1540 war das gesamte Gebiet der einstigen Herrschaft von Cuzcatlan unterworfen.
In der spanischen Kolonialzeit verlor Cuzcatlan seine Bedeutung gegenüber dem nahe gelegenen San Salvador. Nach der Unabhängigkeit El Salvador erhielt Antiguo Cuscatlán nicht einmal den Status einer Departementshauptstadt.
Mit dem Wachstum San Salvadors seit der zweiten Hälfte des 20. Jahrhunderts wuchs die Bedeutung von Antiguo Cuscatlán als Vorort der Hauptstadt. Dienstleistungsunternehmen und wohlhabende Bürger ließen sich hier nieder. Der Ort beherbergt auch drei private Hochschulen.

## Sehenswürdigkeiten
Im Municipio Antiguo Cuscatlán befinden sich vier katholische und zehn evangelische Kirchen. Das wichtigste Fest ist der 28. Dezember, das Fest der Heiligen Unschuldigen Kinder (Santos Niños Inocentes). 
Südlich der Stadt Antiguo Cuscatlán liegt der 30 Manzanas große Botanische Garten „Der See“ Jardín Botánico La Laguna. Von diesen sind 19,32 Manzanas Primarwald Totalreservat. 4,6 Manzanas mit 3500 Pflanzenarten aus aller Welt sind öffentlich zugänglich. 19 Manzanas bilden das Waldgebiet La Laguna („Der See“), das sich in einem Prozess der Wiederbewaldung befindet.